# Ecchlorolestes nylephtha
Ecchlorolestes nylephtha је инсект из реда Odonata и фамилије Synlestidae.

## Угроженост
Ова врста је на нижем степену опасности од изумирања, и сматра се скоро угроженим таксоном.

## Распрострањење
Ареал врсте је ограничен на једну државу. 
Јужноафричка Република је једино познато природно станиште врсте.

## Станиште
Станишта врсте су шуме и слатководна подручја.